# Daniel Bekker
Daniel Wepener "Daan" Bekker, född 9 februari 1932 i Dordrecht, död 22 oktober 2009 i Pretoria, var en sydafrikansk boxare.
Bekker blev olympisk silvermedaljör i tungvikt i boxning vid sommarspelen 1960 i Rom.